# Scott Andrews (curling)
Pour les articles homonymes, voir Scott Andrews et Andrews.
Scott Andrews est un curleur britannique né le 14 juin 1989 à Prestwick, en Écosse. Il remporte la médaille d'argent du tournoi masculin aux Jeux olympiques d'hiver de 2014 à Sotchi, en Russie.